# Tachyusini

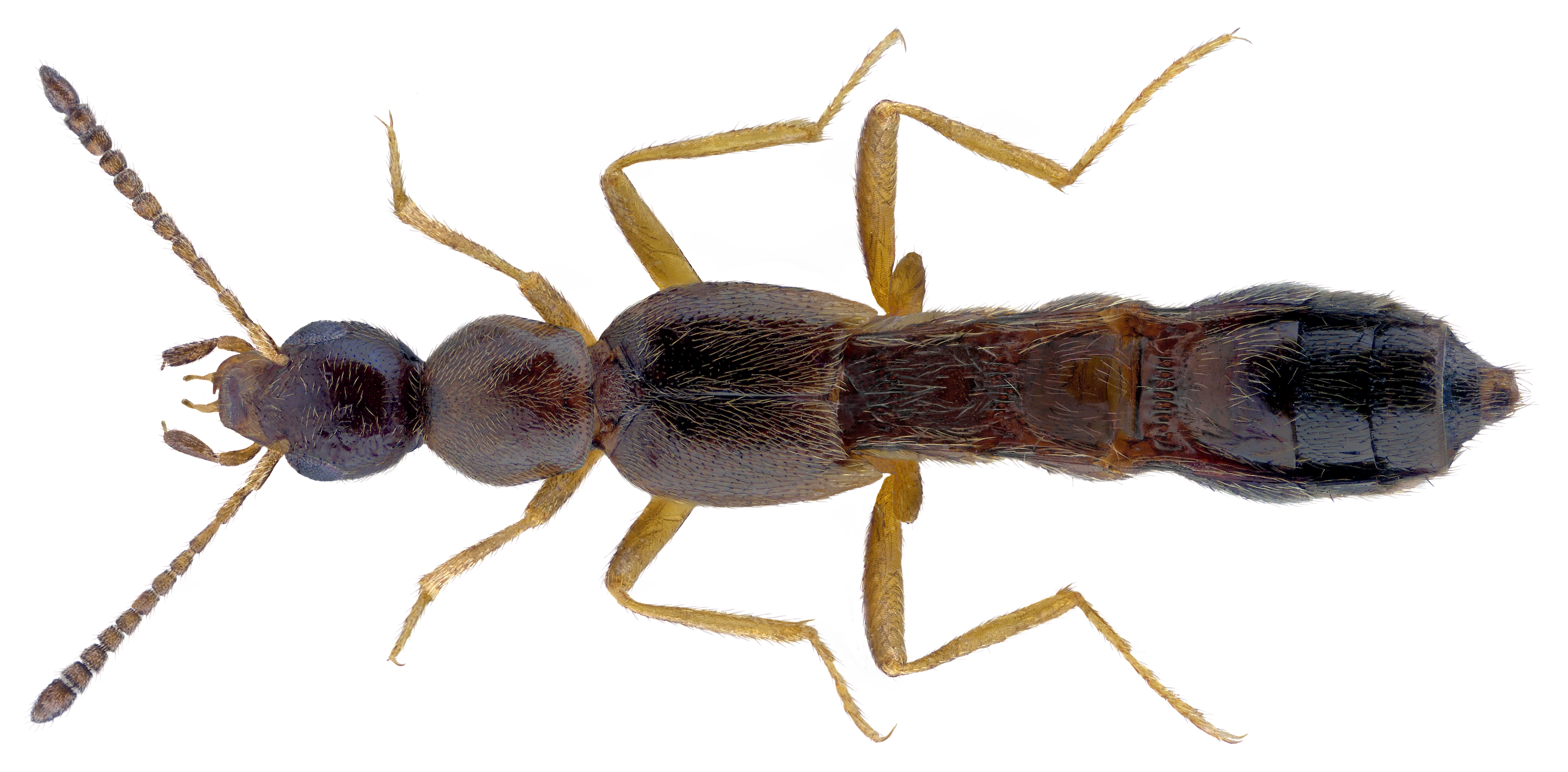
Tachyusa constricta

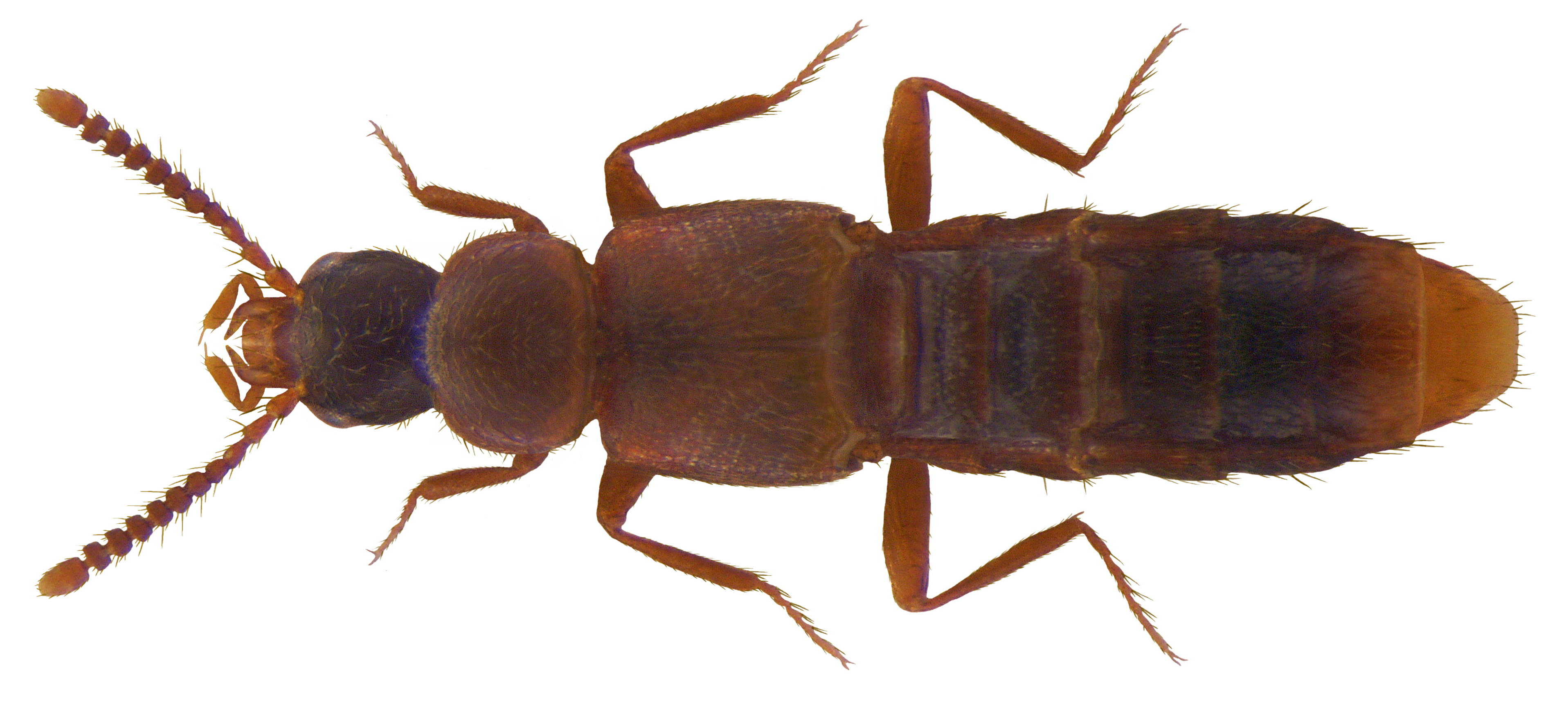
Ischnoglossa prolixa

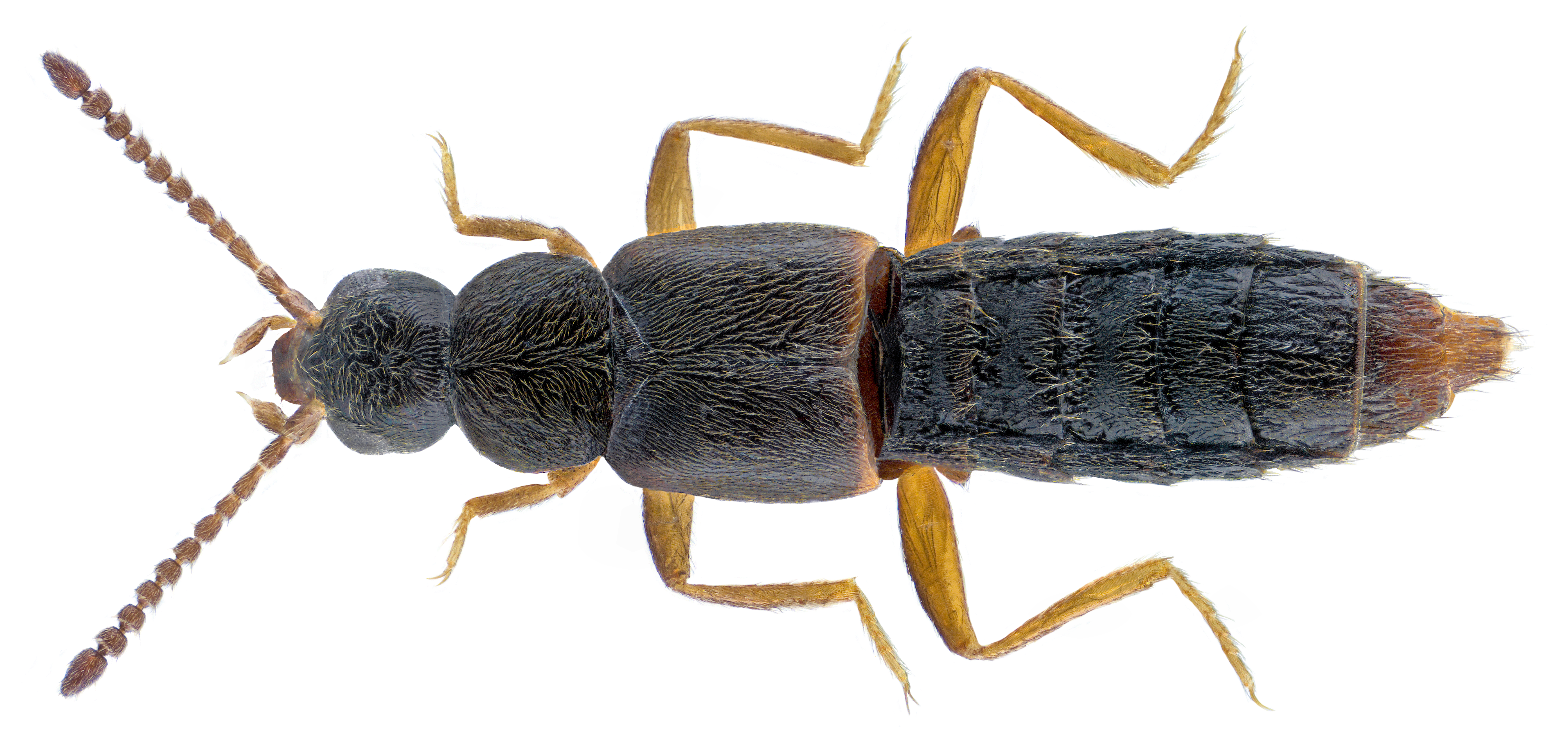
Dasygnypeta velata

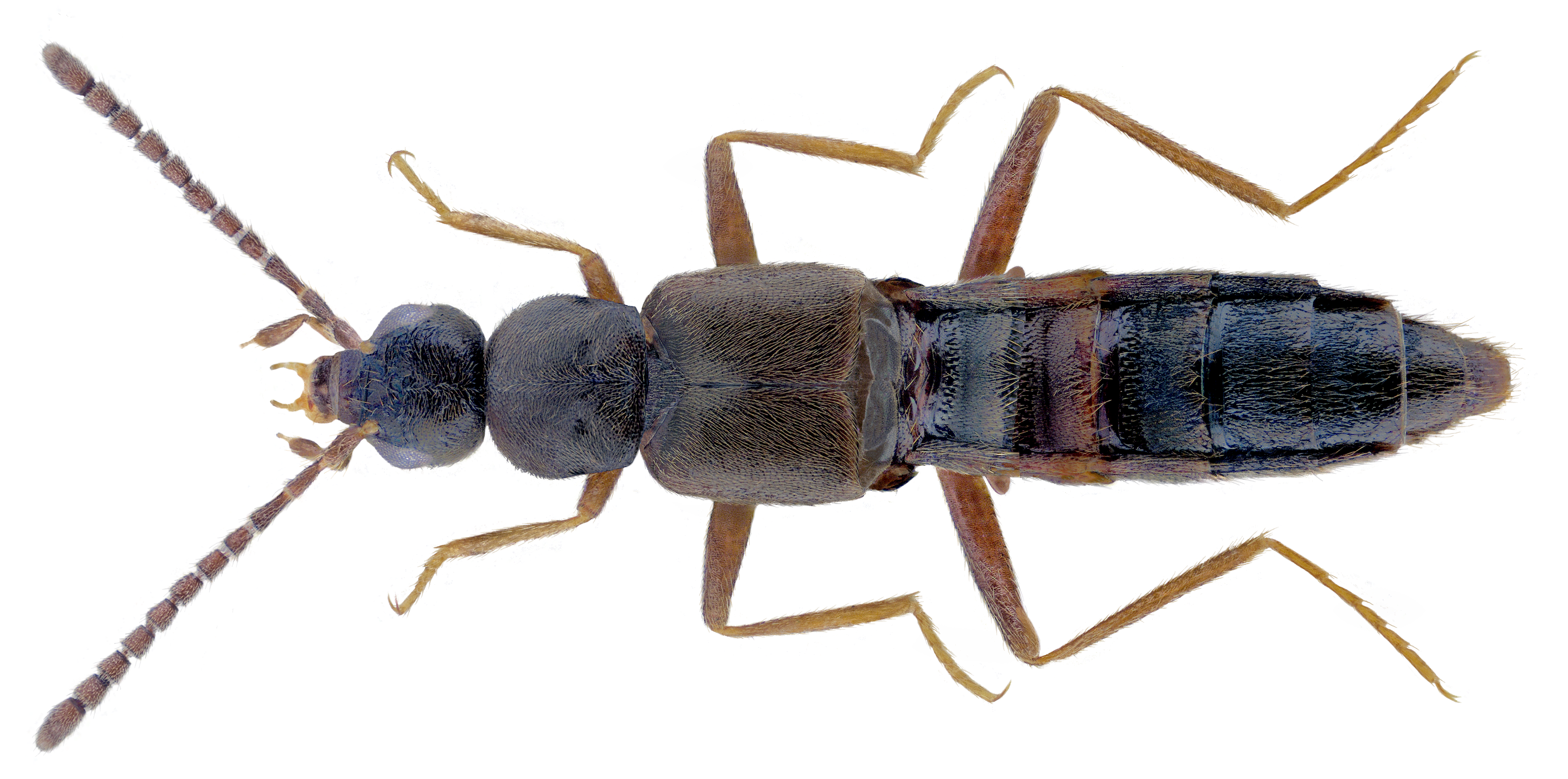
Ischnopoda umbratica

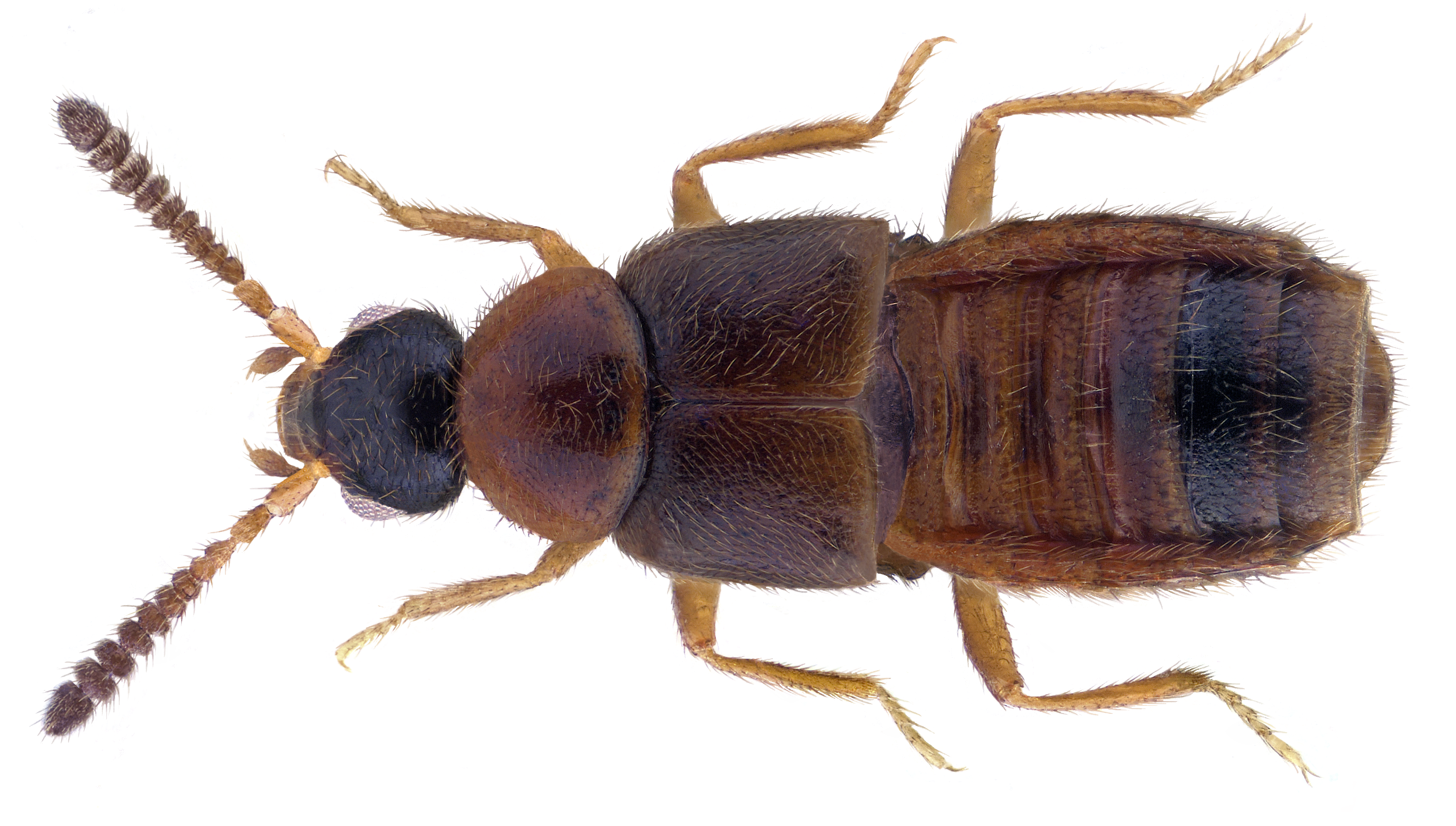
Trichiusa immigrata

Tachyusini (лат.) — триба коротконадкрылых жуков из подсемейства Aleocharinae.
Включает около 30 родов и 380 видов. Встречаются повсеместно. Свободноживущие хищники и мирмекофилы.

## Описание
Мелкие коротконадкрылые жуки со следующими признаками: максиллы с галеа и лациниями умеренно удлиненные, длина галеа обычно короче или равна расстоянию между основанием галеа и кардо; лигула Y-образная, раздвоенная на вершине, с расходящимися долями; мезококсальные ямки у большинства видов умеренно или узко разделены или у некоторых сливаются; отросток метавентрита не длиннее мезовентрита; тарзальная формула 4-5-5.
Свободноживущие хищники и мирмекофилы. Встречаются повсеместно.

## Систематика
Триба включает около 30 родов и 380 видов. Ранее в ранге подтрибы Tachyusina включалась в состав различных триб: Falagriini, Athetini, Oxypodini. В 2013 году выделена в отдельную трибу коротконадкрылых жуков из подсемейства Aleocharinae. Некоторые авторы (Maruyama and Parker 2017; Lü et al. 2019; Orlov et al. 2020) сближают Tachyusini с трибой Athetini. Триба включена в крупнейшую кладу алеохариновых триб APL (Athetini — Pygostenini — Lomechusini clade), в которой 22 трибы и 8990 видов.
- Almoria Cameron, 1939
- Brachyusa Mulsant & Rey, 1873[6]
  - Brachyusa concolor (Erichson, 1839)
- Belladonna Klimaszewski and Chandler, 2023[7]
- Caenopoda Paśnik, 2005
- Ctenatheta Sawada, 1987
- Dacrila Mulsant & Rey, 1873
  - Dacrila fallax (Kraatz, 1856)
- Dasygnypeta Lohse, 1974
  - Dasygnypeta velata (Erichson, 1837)
- Dasytricheta Bernhauer, 1943
- Dilacra Thomson, 1858
- Ecomorypora Cameron, 1945
- Gnypeta Thomson, 1858
- Gnypetalia Cameron, 1939
- Gnypetella Casey, 1906
- Ischnopoda Stephens, 1835
- Ischnopoderona Scheerpeltz, 1974
- Leptonia Sharp, 1883
- Neolara Sharp, 1883
- Outachyusa Pace, 1991
- Paradilacra Bernhauer, 1909
- Paragnypeta Cameron, 1945
- Paratachyusa Paśnik, 2005
- Pseudognypeta Cameron, 1923
- Tachyusa Erichson, 1837
- Tachyusopoda Paśnik, 2010
- Teliusa Casey, 1906
- Tetragnypeta  Cameron, 1950
- Thinonoma Thomson, 1859
- Thripsophaga Cameron, 1929
- Weineria Paśnik, 2005